# Qualificazioni al campionato europeo dei piccoli stati femminile di pallavolo 2007
Le qualificazioni al campionato europeo dei piccoli stati femminile di pallavolo 2007 si sono svolte dal 19 maggio al 4 giugno 2006: al torneo hanno partecipato sette squadre nazionali europee di stati con meno di un milione di abitanti e quattro di queste si sono qualificate al campionato europeo dei piccoli stati 2007.

## Regolamento
Le squadre hanno disputato una fase a gironi con formula del girone all'italiana: le prime due classificate di ogni girone si sono qualificate per il campionato europeo dei piccoli stati 2007 (anche la nazionale del paese organizzatore, nonostante già qualificata, ha partecipato alle qualificazioni: nel caso in cui questa si classifichi tra le prime due del proprio girone, nessun'altra nazionale è ripescata).

## Squadre partecipanti
- Cipro
- Fær Øer
- Gibilterra
- Islanda
- Liechtenstein
- Lussemburgo
- Scozia

## Torneo
| Girone A | Girone B      |
| -------- | ------------- |
| Cipro    | Gibilterra    |
| Fær Øer  | Liechtenstein |
| Islanda  | Lussemburgo   |
| Scozia   | -             |

### Girone A

#### Risultati
| 19 maggio 2006 Digranes, Kópavogur Durata: 1h:33 - Spettatori: 50  | Fær Øer | 1 - 3 | Cipro   | 14-25, 18-25, 25-19, 11-25       |
| 19 maggio 2006 Digranes, Kópavogur Durata: 1h:09 - Spettatori: 100 | Islanda | 3 - 0 | Scozia  | 25-19, 25-18, 25-16              |
| 20 maggio 2006 Digranes, Kópavogur Durata: 1h:06 - Spettatori: 40  | Cipro   | 3 - 0 | Scozia  | 25-17, 25-19, 25-17              |
| 20 maggio 2006 Digranes, Kópavogur Durata: 1h:32 - Spettatori: 120 | Fær Øer | 1 - 3 | Islanda | 11-25, 26-24, 10-25, 20-25       |
| 21 maggio 2006 Digranes, Kópavogur Durata: 1h:22 - Spettatori: 20  | Scozia  | 3 - 0 | Fær Øer | 26-24, 26-24, 25-20              |
| 21 maggio 2006 Digranes, Kópavogur Durata: 1h:58 - Spettatori: 300 | Islanda | 3 - 2 | Cipro   | 22-25, 20-25, 25-13, 25-13, 15-8 |

#### Classifica
| Pos | Squadra | Pt | G | V | P | SV | SP | Ratio | PF  | PS  | Ratio |
| --- | ------- | -- | - | - | - | -- | -- | ----- | --- | --- | ----- |
| 1   | Islanda | 6  | 3 | 3 | 0 | 9  | 3  | 3.000 | 281 | 204 | 1.377 |
| 2   | Cipro   | 5  | 3 | 2 | 1 | 8  | 4  | 2.000 | 253 | 228 | 1.110 |
| 3   | Scozia  | 4  | 3 | 1 | 2 | 3  | 6  | 0.500 | 183 | 218 | 0.839 |
| 4   | Fær Øer | 3  | 3 | 0 | 3 | 2  | 9  | 0.222 | 203 | 270 | 0.752 |

### Girone B

#### Risultati
| 2 giugno 2006 Bayside Sports Centre, Gibilterra Durata: 1h:00 - Spettatori: 200 | Liechtenstein | 3 - 0 | Gibilterra    | 25-8, 25-7, 25-9           |
| 3 giugno 2006 Bayside Sports Centre, Gibilterra Durata: 1h:33 - Spettatori: 75  | Lussemburgo   | 1 - 3 | Liechtenstein | 25-11, 19-25, 13-25, 16-25 |
| 4 giugno 2006 Bayside Sports Centre, Gibilterra Durata: 1h:03 - Spettatori: 75  | Lussemburgo   | 3 - 0 | Gibilterra    | 25-10, 25-11, 25-9         |

#### Classifica
| Pos | Squadra       | Pt | G | V | P | SV | SP | Ratio | PF  | PS  | Ratio |
| --- | ------------- | -- | - | - | - | -- | -- | ----- | --- | --- | ----- |
| 1   | Liechtenstein | 4  | 3 | 2 | 0 | 6  | 1  | 6.000 | 161 | 97  | 1.660 |
| 2   | Lussemburgo   | 3  | 3 | 1 | 1 | 4  | 3  | 1.333 | 148 | 116 | 1.276 |
| 3   | Gibilterra    | 2  | 3 | 0 | 2 | 0  | 6  | 0.000 | 54  | 150 | 0.360 |

## Squadre qualificate
- Cipro
- Islanda
- Liechtenstein
- Lussemburgo